# CAM Timișoara
CAM Timișoara war ein rumänischer Fußballverein aus Timișoara, Kreis Timiș. Er spielte zwei Jahre in der höchsten rumänischen Spielklasse, der Divizia A, und erreichte im Jahr 1938 das rumänische Pokalfinale.

## Geschichte
CAM Timișoara wurde im Jahr 1911 unter dem Namen Reuniunea de gimnastică a muncitorilor din Timișoara (deutsch Turnvereinigung der Arbeiter aus Timișoara, abgekürzt RGMT) gegründet. Als die Stadt Timișoara durch den Friedensvertrag von Trianon zu Rumänien kam, nahm RGMT an der Qualifikation zur rumänischen Fußballmeisterschaft teil, konnte sich in der Region Timișoara aber bis auf 1930 nicht gegen die Konkurrenz von Chinezul, dem führenden rumänischen Verein der 1920er-Jahre, durchsetzen.
Als im Jahr 1932 die Profiliga Divizia A gegründet wurde, gehörte RGMT zu den Gründungsmitgliedern, musste aber schon im ersten Jahr wieder absteigen. Da die Divizia B noch nicht existierte, konnte der Verein erst im Jahr 1934 als deren Gründungsmitglied am überregionalen Spielbetrieb teilnehmen.
Im Jahr 1936 fusionierte RGMT mit dem Lokalrivalen CA Timișoara und änderte seinen Vereinsnamen in Clubul Atletic Muncitoresc din Timișoara (deutsch Arbeitersportverein von Timișoara, abgekürzt CAMT). Zwei Jahre später konnte der Verein mit dem Erreichen des Pokalfinals 1938 den größten Erfolg seiner Geschichte erringen. Ein Jahr später stieg CAMT erneut in die Divizia A auf, aus der der Verein aber am Ende der Saison 1939/40 zwangsabsteigen musste, da er von den Gewerkschaften unterstützt wurde.
Nach dem Ende des Zweiten Weltkrieges schloss sich CAMT mit dem Lokalrivalen Chinezul Timișoara zusammen und trat in der Saison 1946/47 zunächst unter dem Namen Chinezul-CAM Timișoara, änderte diesen aber noch im Jahr 1946 wieder in CAM Timișoara. Nach dem Abstieg aus der Divizia B im Jahr 1949 löste sich der Verein auf.

## Erfolge
- Rumänischer Pokalfinalist: 1938
- Aufstieg in die Divizia A: 1939

## Bekannte Spieler
- Silviu Bindea
- József Moravetz
- Árpád Thierjung
- Rudolf Wetzer